# 矮尖瓣芹
矮尖瓣芹（学名：Acronema chinense var. humile）是伞形科丝瓣芹属尖瓣芹的变种。分布于中国大陆的青海等地，生长于海拔4,400米的地区，多生于山间岩石缝隙湿润处，目前尚未由人工引种栽培。